# 埃爾阿格拉多
埃爾阿格拉多是哥倫比亞的城鎮，位於該國西南部，由乌伊拉省負責管轄，始建於1837年，面積239平方公里，海拔高度883米，主要經濟活動有農業和商業，2005年人口8,459。
2°15′30″N 75°46′21″W / 2.25833°N 75.7725°W